# Юлялампи
Ю́ляла́мпи (Юля-лампи; фин. Ylälampi) — озеро на территории Кааламского сельского поселения Сортавальского района Республики Карелия.

## Общие сведения
Площадь озера — 1,3 км², площадь водосборного бассейна — 53,2 км². Располагается на высоте 86,6 метров над уровнем моря.
Форма озера продолговатая: вытянуто с северо-запада на юго-восток. Берега каменисто-песчаные, возвышенные.
Озеро входит в проточную систему озёр: Пяяхимайненлампи (фин. Päähimainenlampi) → Венелампи (фин. Venelampi) → Риутталампи (фин. Riuttalampi) → Перттилампи (фин. Perttilampi) → Хияярви → Вахваярви → Руоколампи → Юлялампи → Алалампи (фин. Alalampi) → Янисъярви.
В озере расположен один небольшой остров без названия.
В полукилометре к юго-востоку от озера расположен посёлок Контиолахти. Вдоль северо-восточного берега проходит дорога местного значения 86К-15 («Сюскюярви — Маткаселькя»).
Вдоль юго-восточного берега озера проходит линия железной дороги Маткаселькя — Суоярви.
Название озера переводится с финского языка как «верхнее лесное озеро».
Код объекта в государственном водном реестре — 01040300211102000013537.